# Allen Cunningham
Allen Cunningham (28 maart 1977) is een professionele pokerspeler uit de Verenigde Staten. Hij won van 2001 tot en met 2007 vijf World Series of Poker-toernooien. Zijn beste resultaat in een Main Event hiervan was zijn vierde plaats op de World Series of Poker 2006, waar 8.773 pokerspelers aan mee deden. Daarmee won hij $3.628.513,-.
Cunningham verdiende tot en met juli 2015 meer dan $11.600.000,- in pokertoernooien (cashgames niet meegerekend)

## World Series of Poker bracelets
| Jaar | Toernooi                           | Prijs    |
| ---- | ---------------------------------- | -------- |
| 2001 | $5.000 Seven-card stud             | $201.760 |
| 2002 | $5.000 Deuce to Seven Draw         | $160.200 |
| 2005 | $1.500 No Limit Hold 'em           | $725.405 |
| 2006 | $1.000 No Limit Hold'em met Rebuys | $625.830 |
| 2007 | $5.000 Pot Limit Hold'em           | $487.287 |